# Elecciones federales de Australia de 1946
Las elecciones federales de Australia de 1946 se celebraron el 28 de septiembre de 1946 para elegir a los miembros de la Cámara de Representantes y a 19 de los 36 senadores del Senado. El gobierno del Partido Laborista, dirigido por el Primer Ministro Ben Chifley fue reelegido, siendo la primera vez que los laboristas conseguían revalidar su gobierno en unas elecciones. Esta también fue la última victoria laborista hasta las elecciones de 1972.
Además, la jornada electoral también estuvo marcada por la convocatoria de tres referéndums. El referéndum sobre la inclusión de los Servicios Sociales en la Constitución de Australia fue el único que se aprobó, al obtener la mayoría de votos a favor tanto a nivel nacional como en los seis Estados de Australia. El referéndum sobre el márketing de los productos y el referéndum sobre las condiciones de trabajo en la industria no fueron aprobados a pesar de contar con la mayoría de votos a favor en ambas propuestas, ya que no consiguieron ser aprobados en la mayoría de los Estados del país.